# ZB-53
ZB-53 (также известен как ZB vz.37 и TK vz.37, чеш. Těžký kulomet vzor 37) — чехословацкий станковый пулемёт.

## История
В 1934 году Вацлавом Холеком был разработан пулемёт ZB-53. До середины 1935 года было выпущено 500 шт. пулемётов этого типа, кроме того, лицензию на производство пулемёта купила Великобритания. В дальнейшем, после завершения полигонных и войсковых испытаний, пулемёт был принят на вооружение чехословацкой армии под наименованием ZB vz.37.

## Описание
Пулемет использовал газоотводную автоматику. Запирание ствола осуществлялось перекосом затвора в вертикальной плоскости.
Ствол оснащён пламегасителем, съёмный. Масса ствола — 2,43 кг. В канале ствола — четыре нареза.
Питание пулемёта осуществляется с помощью металлической ленты на 100 патронов (масса ленты — 0,92 кг), которые можно соединять между собой патроном.
Пехотные станковые пулемёты комплектовались кольцевым зенитным прицелом для стрельбы по воздушным целям на дистанции до 700 метров (при этом огонь по самолётам было рекомендовано вести патронами с тяжёлой пулей). Также ZB-53 устанавливался на некоторые образцы бронетехники чехословацкого производства, в том числе — танки LT vz.35 и LT vz.38.

## Варианты и модификации
- ZB-53 (vz.35) — первый образец пулемёта, выпущенный в небольшом количестве;
- ZB-53 (vz.37) — стандартизованный вариант пулемёта;
- ZB-60 — крупнокалиберный вариант пулемёта;

## Эксплуатация и боевое применение

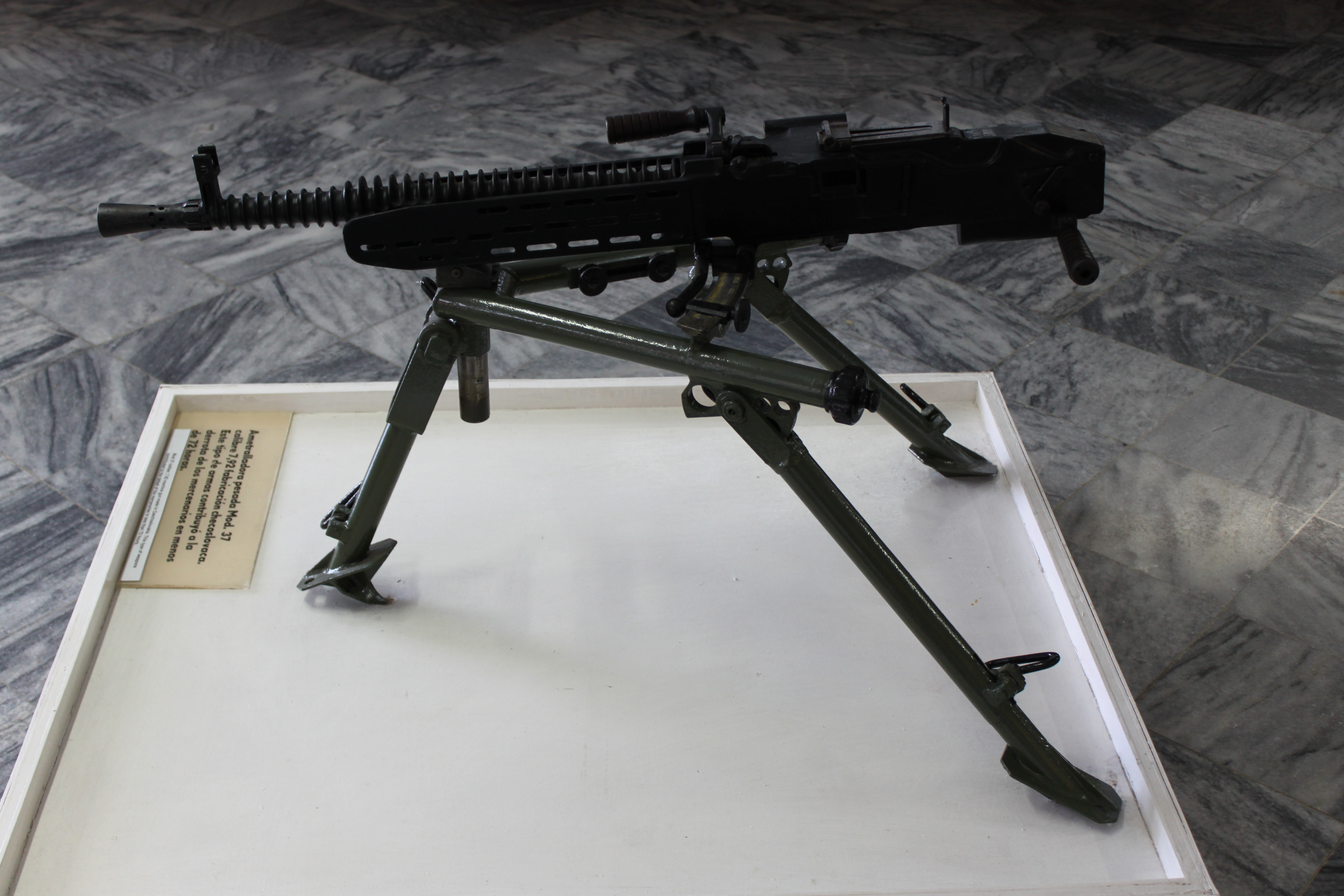
ZB vz.37 кубинской армии в музее на Плайя-Хирон

- Чехословакия[4] — оставались на вооружении до 1950-х годов, после освоения производства советского станкового пулемета СГ-43 началась их замена на СГ-43[5]
- Румыния[4]
- Китайская Республика[4]
- Великобритания: был принят на вооружение и выпускался под названием BESA[4].
- Югославия — приняты на вооружение[4]

- после оккупации Югославии в апреле 1941 года и провозглашения «Независимого государства Хорватия», некоторое количество пулемётов югославской армии поступило на вооружение хорватских военизированных формирований

- нацистская Германия: после оккупации Чехословакии нацистской Германией в марте 1939 года, пулемёты были приняты на вооружение вермахта под индексом MG 37(t)[6]. Всего, на вооружение вермахта поступило 12 672 шт. пулемётов ZB vz.37[4]
- Словакия: после провозглашения независимого «государства Словакия» 14 марта 1939 года, на вооружение формирующейся словацкой армии поступило оружие подразделений армии Чехословакии. После начала Словацкого восстания в августе 1944 года, немцы начали разоружение словацкой армии, оружие которой поступило на вооружение вермахта.
- СССР: трофейные пулемёты использовались в ходе Великой Отечественной войны[2]
- Куба — после Кубинской революции 1959 года некоторое количество пулемётов было поставлено из Чехословакии для кубинской армии[7]
- Панама — несколько ZB-53 находились на вооружении вооружённых сил Панамы до декабря 1989 года, когда в ходе вторжения США в Панаму все панамские вооружённые формирования были разоружены и расформированы[8]
- Украина: по состоянию на 6 августа 2008 года, на хранении министерства обороны имелось 100 шт. пулемётов ZB-53[9]; по состоянию на 15 августа 2011 года, на хранении министерства обороны оставалось 100 шт. пулемётов ZB-53[10]